# قلعه بحری
بقایای قلعه بحری مربوط به دوره ساسانیان است و در شهرستان قیروکارزین، بخش افزر، دهستان افزر، ۵۰۰ متری شمال روستای نه تن، کنار جاده آسفالته واقع شده و با شمارهٔ ثبت ۲۶۶۲۴ به‌عنوان یکی از آثار ملی ایران به ثبت رسیده است.